# Правдивая ложь
«Правди́вая ложь» (англ. True Lies; США, 1994) — боевик режиссёра Джеймса Кэмерона, его шестой фильм, ремейк французской комедии «Тотальная слежка» (1991, режиссёр Клод Зиди). Премия «Золотой глобус» (лучшая актриса — Джейми Ли Кёртис), номинации на «Оскар» и BAFTA.

## Сюжет
Гарри Таскер (Арнольд Шварценеггер), как и положено секретному агенту, ведёт двойную жизнь. Дома он тихий и добропорядочный семьянин, сотрудник компьютерной компании, который часто уезжает в командировки. Его жена Хелен Таскер (Джейми Ли Кёртис) даже и не подозревает, что он специальный агент, который в данный момент охотится за террористической группой «Алый джихад» (в оригинале — «Кроваво-красный», англ. Crimson Jihad).
По ходу действия Гарри начинает подозревать, что у Хелен появился другой мужчина. Путём слежки с привлечением ресурсов своей сверхсекретной службы он узнаёт, что ухажёр его жены — некто Саймон (Билл Пэкстон). Горе-поклонник оказался дешёвым позёром, который соблазнял женщин, прикидываясь этаким «Джеймсом Бондом». В конце концов Хелен сохраняет супружескую верность, но Гарри проводит допрос Хелен за зеркальным стеклом, изменяя свой голос и поняв, что он сам виноват в том, что жена едва не поддалась соблазну — ей надоели её скучная однообразная жизнь и постоянные отлучки мужа. Поняв свою ошибку, Гарри вовлекает супругу в инсценированную шпионскую игру. Он поручает ей работу на правительство США в обмен на снятие обвинений в шпионаже и связях с международным террористом Карлосом «Шакалом» (реальное лицо, знаменитый южноамериканский террорист, за которого Гарри, пользуясь незнанием жены, выдаёт Саймона). Хелен, конечно же, соглашается. Первым её заданием должна стать роль проститутки Мишель в отеле, якобы приглашённой подозреваемым в торговле оружием преступником, роль которого исполняет сам Гарри.
Между тем, за самим Гарри уже давно следят члены группы «Алый джихад». Террористы выкрадывают Гарри и его жену из номера в отеле, где она исполняла стриптиз, и вывозят в направлении одной из баз на островах Флорида-Кис. В логове террористов лидер группировки Салим Абу Азиз (Арт Малик) использует Гарри, чтобы он подтвердил американскому правительству: «Алый джихад» действительно располагает четырьмя ядерными боеприпасами, похищенными в Казахстане, и собирается взорвать один из них, дабы продемонстрировать серьёзность своих намерений, если не будет немедленно прекращена война в Персидском заливе. При попытке остановить террористов и сбежать с Хелен с острова Гарри попадает под выстрел из гранатомёта Азиза. Посчитав, что Гарри мёртв, Азиз забирает с собой Хелен в качестве заложника и улетает с острова. Гарри, вынырнув из водоёма, в котором он укрылся от взрыва, встречает подоспевших коллег из секретной службы и спасает Хелен, едва не погибшую при аварии автомобиля, на котором её перевозили террористы. В дальнейшем ходе операции Гарри выясняет, что Азиз похитил их с Хелен дочь — Дану (Элиза Душку). На глазах потрясённой супруги Гарри уверенно взлетает прямо с автостоянки на одном из задействованных в контртеррористической операции истребителей Harrier AV-8 и летит вызволять дочь из плена террористов.
Операция по спасению заканчивается успешно, лидер боевиков ликвидирован. Спустя год после вышеописанных событий супруги Таскер уже вместе работают на правительство.

## В ролях
- Арнольд Шварценеггер — Гарри Таскер
- Джейми Ли Кёртис — Хелен Таскер
- Том Арнольд — Альберт Гибсон
- Билл Пэкстон — Саймон
- Тиа Каррере — Джуно Скиннер
- Арт Малик — Салим Абу Азиз, главарь террористов
- Элиза Душку — Дана Таскер
- Грант Хеслов — Фазиль
- Чарлтон Хестон — Спенсер Трилби

## Музыка
В одном из эпизодов Гарри Таскер с Джуно Скиннер танцуют танго Por una cabeza (1935) аргентинского композитора Карлоса Гарделя. В конце фильма Гарри танцует то же танго, но уже со своей женой Хелен.

## Компьютерные игры
Вскоре после выхода фильма компьютерные игры по мотивам одноименного фильма были выпущены для платформ Sega Mega Drive, Sega Game Gear, Game Boy и Super Nintendo Entertainment System.

## Производство
Во время съёмок фильма Шварценеггер едва не погиб: во время конного трюка на крыше небоскреба лошадь чуть не сбросила актёра с 30-метровой высоты. Шварценеггера спас дублёр-каскадёр, который вовремя помог ему выскочить из седла.
По соглашению между Джеймсом Камероном и автором оригинальной картины Клодом Зиди, последний получил в качестве отступных за права на сценарий $15 000 000. В ремейке хорошо прослеживается разница в подходе к европейскому и американскому кино. В картине Зиди акцент больше делается на актёрскую игру, обыгрывание социальных стереотипов французской семьи из среднего класса, игру слов. Герои так и не покидают пределов Парижа, и «арабская составляющая» заканчивается посещением соответствующего квартала в пригороде столицы Франции. Картина была ориентирована на местный рынок и дала хорошие сборы. Голливудская же лента, имея существенно больший бюджет, основное внимание уделяет элементам боевика и спецэффектам. Фильм также дополнен пародийной отсылкой к образу Джеймса Бонда, а терроризм приобретает уже международный масштаб. По мнению критиков, эти моменты делают схожий по сюжету фильм Камерона ориентированным именно на англоязычный рынок.